# Bárány Frigyes
| Bárány Frigyes                            | Bárány Frigyes                               |
| Kattints az alábbi külső linkek egyikére! | Kattints az alábbi külső linkek egyikére!    |
| ----------------------------------------- | -------------------------------------------- |
| Nem található szabad kép.(?)              |                                              |
| külső link · jogvédett                    | Bárány Frigyes, 1961 (Hunyady József fotója) |

Bárány Frigyes (Budapest, 1930. november 17. – Nyíregyháza, 2023. április 9.) Jászai Mari-díjas magyar színész, érdemes és kiváló művész.

## Életpályája
Szülei: Bárány Frigyes és Vukovits Mária voltak. Tanulmányait Makay Margitnál végezte el. 1952–1956 között vállalati grafikus volt. 1957–1960 között az Állami Déryné Színház tagja volt. 1960–1964 között a debreceni Csokonai Színházban játszott. 1964-1971 között a József Attila Színház, 1971–1972 között pedig a Győri Kisfaludy Színház színésze volt. 1972–1974 között a szolnoki Szigligeti Színház művésze volt. 1974–1981 között a Pécsi Nemzeti Színházban lépett fel. 1981-2019 között a nyíregyházi Móricz Zsigmond Színház tagja volt. 1990-ben nyugdíjba vonult. 2023. április 9-én hunyt el Nyíregyházán.
Első filmes szerepe a Gertler Viktor rendezésében 1962-ben készült Az aranyember című filmben volt, Kacsuka Imrét alakította.

## Színházi szerepei
A Színházi adattárban regisztrált bemutatóinak száma: 157.
- William Shakespeare: Rómeó és Júlia....Benvolio; Herceg
- Innocent-Kállai: Tavaszi keringő....Bandi; Kelemen
- Egri Viktor: Virágzik a hárs....Imre
- William Shakespeare: A makrancos hölgy....Lucentio
- Sardou-Najac: Váljunk el....Gratignan Adhemar
- Nagy Endre: A miniszterelnök....Rendőrtiszt
- Arbuzov: Tánya....Griscsenko
- Balassi Bálint: Szép magyar komédia....Credulus
- Molière: Tudós nők....Ariste
- Miller: Pillantás a hídról....Első tisztviselő
- Schiller: Stuart Mária....Davison
- Victor Hugo: Királyasszony lovagja (Ruy Blas)....De Camporeal gróf
- Tabi László: Esküvő....Tibor
- Karvas: Éjféli mise....Marián
- Arthur Miller: A salemi boszorkányok....Hathorne
- Rozov: Felnőnek a gyerekek....Árkágyij
- Kielland: Az ember, aki nemet mondott....Fielding
- William Shakespeare: Ahogy tetszik....Olivér; A száműzött herceg
- Gáspár Margit: Hamletnek nincs igaza....Sümegi Nagy Balázs
- Németh László: Az utazás....István
- Dénes Margit: A francia....Tibor
- Arbuzov: Egy szerelem története....Viktor
- László Anna: Tizennyolcéves....Gordon Péter
- Shaw: Szent Johanna....Inkvizitor; Cauchon
- Dobozy Imre: Holnap folytatjuk....Laczkó
- Király Dezső: Az igazi....Viola Péter
- William Shakespeare: III. Richárd....Lord Hastings
- Heltai Jenő: Az ezerkettedik éjszaka....Rusztem
- Bulgakov: Fehér karácsony....Nyikolaj
- Anouilh: Becket avagy az Isten becsülete....2. angol báró
- Berkesi András: Viszontlátásra, Harangvirág!....Deák Gábor
- Nádas Gábor: Keménykalaposok....Zoltán
- Berkesi András: Húszévesek....Galeritag
- Giraudoux: Párizs bolondja....Kintornás
- Nusic: Dr. Pepike....Pavlevics Velimir
- Gyárfás Miklós: Kényszerleszállás....Andy Ádám
- Anouilh: A barlang....Marcel
- Hammel: Kilenckor a hullámvasútnál....Schmidt
- Rozov: Ketten az úton....Pálcsikov
- Mesterházi Lajos: Férfikor....Béla a jelenben
- Christie: Gyilkosság a paplakban....Slack
- Gabányi Árpád: Aba Sámuel király....Zonuk
- Rozov: A futópályán....Jegorjev
- Hill-Hawkins: Canterbury mesék....Kalmár
- Carlo Goldoni: Szmirnai komédiások....Beltrame
- Satrov: Merénylet....Cjurupa
- Károlyi Mihály: A nagy hazugság....Woronoff
- Tabi László: Karikacsapás....Mautner
- Heltai Jenő: A néma levente....Agárdi Péter
- Molière: Versailles-i rögtönzés....De la Grange
- Molière: Dandin György....Klitander
- Katajev: A kör négyszögesítése (Négy bolond két pár)....Iván
- Gyurkó László: Szerelmem, Elektra....Kórus
- Aldobolyi Nagy György: Az éjféli lovas....Dr. Bátky János
- Ránki György: Egy szerelem három éjszakája....Henker százados
- Jonson: Volpone....Corvino
- Száraz György: A nagyszerű halál....Leiningen-Westerburg Károly
- Sárospataky István: Zóra....Káplán
- Molière: Don Juan....Don Juan
- Veress Dániel: Véres farsang....
- Páskándi Géza: Szeretők a hullámhosszon....Szürtevér
- Hernádi Gyula: A tolmács....Sprenger
- Katona József: Bánk bán....Biberach
- Sárospataky István: Táncpestis....Riff
- Feydeau: A nagy szülés....De Champrinet márki
- Feydeau: Ne mászkálj meztelenül!....Ventroux
- Shaw: Tanner John házassága....Roebuck Ramsden
- Abramow-Newerly: Derby a kastélyban....Karbot
- Molnár Ferenc: Játék a kastélyban....Almády; Gál
- Gobby Fehér Gyula: A budaiak szabadsága....Márkus Hermann
- Illyés Gyula: Homokzsák....Sóti Kálmán
- Feydeau: A szobalány fütyül rám....Adrien
- Lernet-Holenia: Hússaláta....Rosenzopf
- Bondarev: A part....Nyikityin
- Roscsin: Olga....Gorelov
- Kander-Ebb: Chicago....Konferanszié
- Móricz Zsigmond: Úri muri....Szakhmáry Zoltán
- Saenz: Ez aztán szerelem....Apa
- Hernádi Gyula: Szép magyar tragédia....Pereghy Imre
- Shaw: Pygmalion....Pickering ezredes
- Krúdy Gyula: Rezeda Kázmér szép élete....Rezeda Kázmér
- Csák Gyula: Az őszülés váratlan órája....Elek
- Németh László: A két Bolyai....Bolyai Farkas
- Balázs József: A Bátori advent....Miklós mester
- Albee: Nem félünk a farkastól....George
- Gádor Béla: Lyuk az életrajzon....Krantz Félix
- William Shakespeare: Vízkereszt, vagy amit akartok....Malvolio
- Bolt: Kinek se nap, se szél....Morus Tamás
- Kolozsvári Papp László: Édes otthon....A kertész
- Ratkó József: Segítsd a királyt!....Püspök
- Balázs József: A homok vándorai....II. katona
- Nyerges András: Az ördög győz mindent szégyenleni....Károlyi Sándor
- Grillparzer: Bancbanus....Bancbanus
- Németh László: Galilei....Barberini bíboros
- Bond: A bolond (A kenyér és szerelem jelenetei)....Lord Milton; Lord Radstock
- Remenyik Zsigmond: Az atyai ház....Apa
- Páskándi Géza: Lélekharang....Ezredes
- Sardou-Moreau: Szókimondó asszonyság....Fouché
- Monnot: Irma, te édes....Bob
- Szigligeti Ede: II. Rákóczi Ferenc fogsága....Károly
- Schiller: Ármány és szerelem....Von Walter
- Bächer Iván: New York-i kaszinó....Zoltán
- Páskándi Géza: ÉLjen a színház!....Poprádi Lehel
- William Shakespeare: A windsori víg nők....Dr. Caius
- Ödön von Horváth: Mesél a bécsi erdő....Kapitány
- Wilder: A mi kis városunk....Gibbs
- Móricz Zsigmond: Nem élhetek muzsikaszó nélkül....Lajos bácsi
- Ionescu: Rinocéroszok....Papillon úr
- Szabó Tünde: A küszöbön....Tanár úr
- Szép Ernő: Patika....Tanító
- Neil Simon: A napsugár fiúk....Al Lewis
- Kompolthy Zsigmond: Egy cziffra nap....Czvikli
- Bock: Hegedűs a háztetőn....Rabbi
- Feydeau: Bolha a fülbe....Finache doktor
- Hrabal: Gyöngéd barbár....Kocsis
- Mrozek: Tangó....Eugéniusz
- Jókai Mór: Itt a vége, pedig milyen unalmas napnak indult....Flye
- Móricz Zsigmond: Sári bíró....Pengő Kovács
- Krúdy Gyula: A vörös postakocsi....Alvinczy Eduárd
- Fodor-Lakatos: Kasszasiker avagy kapom a bankot....Holub Kornél
- Nóti–Zágon: Hyppolit, a lakáj....Hyppolit
- Csehov: Sirály....Szorin
- Hellmann: A kis rókák....William Giddens
- Hauptmann: Naplemente előtt....Clausen tanácsos
- Bródy Sándor: A tanítónő....Öreg Nagy
- Marriott-Foot: Csak semmi szexet kérem, angolok vagyunk....
- Eisemann Mihály: Én és a kisöcsém....Kelemen Félix
- William Shakespeare: Szentivánéji álom....Égeus
- Németh Ákos: Autótolvajok....Doktor
- Dosztojevszkij-Wajda: Ördögök....Tyihon főpap
- Kocsák Tibor: Légy jó mindhalálig....Pósalaky úr
- Csehov: Platonov....Id. Trileckij
- Zerkovitz Béla: Csókos asszony....Salvator
- William Shakespeare: Szeget szeggel....Escalus
- Moldvai-Jeli: Rovarok....Az ember hangja
- Cooney: Család ellen nincs orvosság....Sir Willoughby Drake
- Shaffer: Amadeus....Gottfried van Swieten báró
- Kálmán Imre: Csárdáskirálynő....Leopold herceg
- Loewe: My fair lady....Pickering ezredes
- Molnár Ferenc: A Pál utcai fiúk....Rácz tanár úr
- Rose: Tizenkét dühös ember....A bíró hangja
- Madách Imre: Az ember tragédiája....Az Úr; Péter apostol; Bábjátékos
- Fenyő Miklós: Aranycsapat....Elegáns úr

## Filmjei
| - A harmadik utas - Az aranyember (1962) - Fotó Háber (1963) - Egy ember aki nincs (1963) - Már nem olyan időket élünk (1964) - Sellő a pecsétgyűrűn (1965) - Fény a redőny mögött (1965) - Az első esztendő (1966) - Harlekin és szerelmese (1967) - Keresztelő (1968) - Fenegyerekek (1968) - Érik a fény (1970) - A tanévzáró (1975) - Világszám! (2004) | - Honfoglalás (1963) - Kristóf, a magánzó (1965) - A bunda (1966) - Napfogyatkozás (1966) - Princ, a katona 1-13. (1966-1967) - Bors (1968) - Szende szélhámosok (1968) - Őrjárat az égen 1-4. (1970) - Tizennégy vértanú (1970) - Só Mihály kalandjai (1970) - Mindannyiotok lelkiismerete megnyugodhat… (1970) - A kazamaták titka (1971) - Felelet (1975) - Karancsfalvi szökevények (1976) - Századunk (1981) - Vádindítvány (1981) - Liszt Ferenc (1982) - Mint oldott kéve 1-7. (1983) - Bátori ádvent (1985) - Malom a Séden (1987) - Az angol királynő (1987) - Itt a vége, pedig milyen unalmas napnak indult (1995) |

## Szinkronszerepei
- A hét mesterlövész: Britt – James Coburn
- Egy zseni, két haver, egy balek (Magyar hang a Mokép-nél): Milton őrmester – Raimund Harmstorf
- A nagy óra: Ray Cordette – Dan Tobin
- A szex és a hajadon: Dr. Rudolph (Rudy) DeMeyer – Mel Ferrer
- Az énekes csavargó: Trestecche – Franco Migliacci
- Az utolsó öt perc: Dagoberto (Dago) – Pierre Cressoy
- Búcsú a fegyverektől: Galli atya – Alberto Sordi
- Felszarvazták őfelségét: Összeesküvő – Eduardo Fajardo
- Forgószél: Eric Mathis – Ivan Triesault
- Hatosfogat: Hatfield – John Carradine
- Ritmus a folyón: Oliver Courtney – Basil Rathbone
- Robin Hood kalandjai: Sir Guy of Gisbourne – Basil Rathbone
- Tíz kicsi indián: Hugh Lombard – Hugh O'Brian
- Tündér Lala
- Vágyakozás: Tom – André Toffel

## Hangjátékok
- Óz, a nagy varázsló (1980) .... Nyugorok vezére

## Díjai
- Jászai Mari-díj (1985)
- Móricz-gyűrű (1986)
- Érdemes művész (1990)
- A Magyar Köztársasági Érdemrend kiskeresztje (1994)[10]
- Ostar-életműdíj (1996)[11]
- Nyíregyháza díszpolgára (1997)
- Kiváló művész (2014)[5]
- MMA Színházművészeti Tagozatának díja (2019)